# Ботьолампи
Ботьолампи — озеро на территории Паданского сельского поселения Медвежьегорского района Карелии.

## Общие сведения
Площадь озера — 1,4 км². Располагается на высоте 153,8 метров над уровнем моря.
Форма озера продолговатая, вытянутая с северо-запада на юго-восток. Берега преимущественно заболоченные.
В северо-западную оконечность озера впадает безымянный ручей, вытекающий из озёр Борьба-Лампи и Сюркалампи.
Из юго-восточной оконечности озера берёт начало река Шуавандеги, впадающая в озеро Энингилампи, через которое протекает река Поруста, в свою очередь впадающая в озеро Селецкое. Из последнего берёт начало река Лужма, впадающая в Сегозеро.
Острова на озере отсутствуют.
Населённые пункты близ озера отсутствуют. Ближайший — посёлок Сельги — расположен в 7,5 км к северу от озера.
Код водного объекта в государственном водном реестре — 02020001111102000007109.